# Гренада на літніх Олімпійських іграх 2008
Гренада на літніх Олімпійських іграх 2008 року у Пекіні (Китай) взяла участь всьоме за свою історію. Країну представляли 9 спортсменів (4 чоловіків та 5 жінок), які брали участь у 2 видах спортивних змагань: з легкої атлетики та боксу. Прапороносцем на церемонії відкриття був спринтер Аллен Франсік, а на церемонії закриття легкоатлетка Нейша Бернард-Томас. Країна не завоювала жодної медалі.

## Бокс
| Спортсмен    | Категорія | 1/32                         | 1/16               | Чвертьфінал        | Півфінал           | Фінал              | Фінал      |
| Спортсмен    | Категорія | Суперник Результат           | Суперник Результат | Суперник Результат | Суперник Результат | Суперник Результат | Місце      |
| ------------ | --------- | ---------------------------- | ------------------ | ------------------ | ------------------ | ------------------ | ---------- |
| Роланд Мозес | до 69 кг  | Туреано Джонсон (BAH) L 3–18 | не пройшов         | не пройшов         | не пройшов         | не пройшов         | не пройшов |

## Легка атлетика
Трекові і шосейні дисципліни
| Спортсмен           | Дисципліна             | Кваліфікація/ гіт | Кваліфікація/ гіт | Чвертьфінал | Чвертьфінал | Півфінал   | Півфінал   | Фінал      | Фінал      |
| Спортсмен           | Дисципліна             | Результат         | Місце             | Результат   | Місце       | Результат  | Місце      | Результат  | Місце      |
| ------------------- | ---------------------- | ----------------- | ----------------- | ----------- | ----------- | ---------- | ---------- | ---------- | ---------- |
| Аллен Франсік       | біг на 400 м, чоловіки | 46.15             | 6                 | Н/Д         | Н/Д         | не пройшов | не пройшов | не пройшов | не пройшов |
| Джоель Філліп       | біг на 400 м, чоловіки | 46.30             | 6                 | Н/Д         | Н/Д         | не пройшов | не пройшов | не пройшов | не пройшов |
| Тріш Бартоломью     | біг на 400 м, жінки    | 52.88             | 5                 | Н/Д         | Н/Д         | не пройшла | не пройшла | не пройшла | не пройшла |
| Нейша Бернард-Томас | біг на 800 м, жінки    | 2:00.09 NR        | 5 q               | Н/Д         | Н/Д         | 2:01.84    | 7          | не пройшла | не пройшла |
| Шеррі Флетчер       | біг на 100 м, жінки    | 11.65             | 5                 | не пройшла  | не пройшла  | не пройшла | не пройшла | не пройшла | не пройшла |
| Еллісон Джордж      | біг на 200 м, жінки    | 23.45             | 6 q               | 23.77       | 8           | не пройшла | не пройшла | не пройшла | не пройшла |

Польові дисципліни
| Спортсмен           | Дисципліна                  | Кваліфікація | Кваліфікація | Фінал      | Фінал      |
| Спортсмен           | Дисципліна                  | Результат    | Місце        | Результат  | Місце      |
| ------------------- | --------------------------- | ------------ | ------------ | ---------- | ---------- |
| Ренді Льюїс         | потрійний стрибок, чоловіки | 17.06        | 15           | не пройшов | не пройшов |
| Патриція Сильвестер | стрибки у довжину, жінки    | 6.44         | 21           | не пройшла | не пройшла |